# Kai James Taylor
Kai James Taylor (n. 18 august 2003, Queensland, Australia) este un înotător australian, medaliat olimpic. A participat la 1 ediție a Jocurilor Olimpice (2024) în care a câștigat 1 medalie de argint și 1 medalie de bronz.